# Odysseia

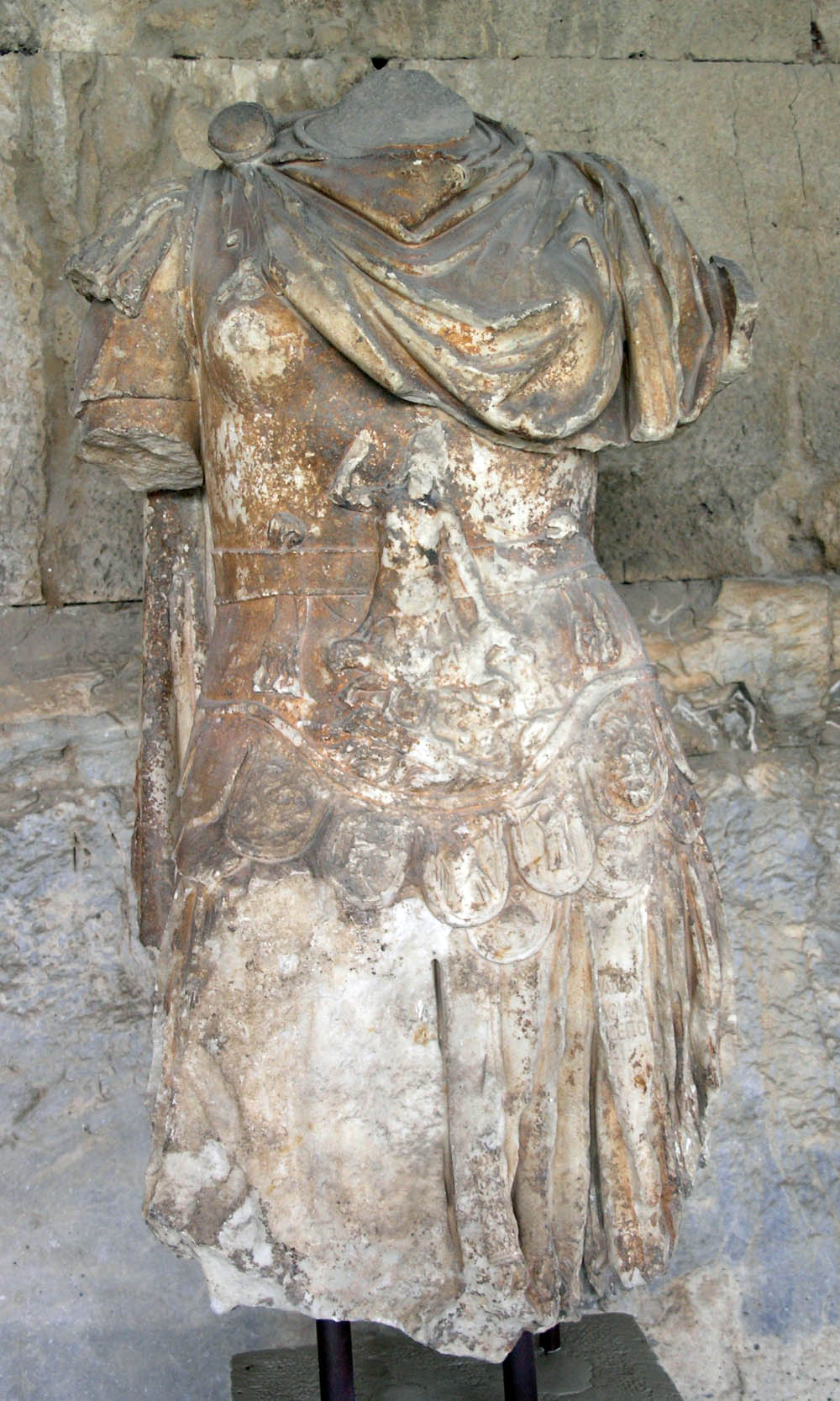
Personifikace Odysseie. Na krunýři ženy jsou výjevy z Odysseie (Skylla, Aiolos, Polyfémos). Patrně z knihovny Pantainovy (2. stol. př. n. l.). Muzeum Staré Agory, Athény

Odysseia (řecky Ὀδύσσεια – Odysseia) neboli (ve zlatinizované podobě) Odyssea je vedle Iliady druhý epos, který je připisován Homérovi. Jde o rozsáhlou epickou báseň psanou v daktylském hexametru, která navazuje na události vylíčené v eposu Ilias. Podle moderních výzkumů (především počítačové analýzy) se zdá, že je Odyssea silně Iliadou ovlivněna, ale že byla napsána o 50–100 let později, snad koncem 8. století př. n. l. Má 12 111 veršů rozdělených do 24 zpěvů, které se označují velkými písmeny řecké abecedy. Vliv tohoto díla na řeckou mytologii a na evropskou kulturu je značný, i když patrně menší než u básně Ilias.

## Obsah

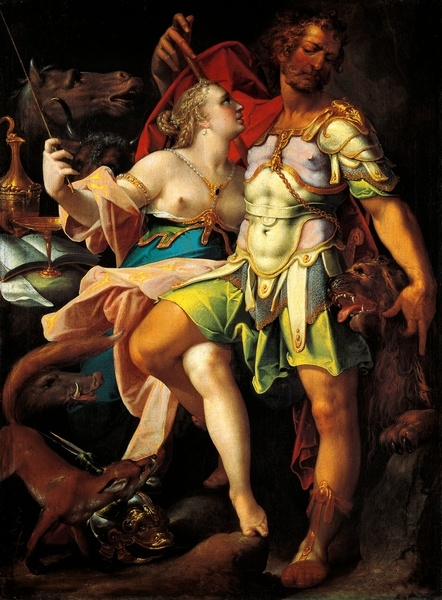
Odysseus a Kirké

Odysseus, ithacký král, si na cestě domů z Trojské války rozhněvá boha moří Poseidona a ten se rozhodne znemožnit mu návrat. Odysseus zažívá na své cestě různá dobrodružství a útrapy – bojuje se zuřivou saní Skyllou, jen tak tak se dostane ze spárů vodního víru, který vytváří mořská obluda Charybda, přelstí kouzelnici Kirké a dokonce i navštíví podsvětí. Nakonec díky pomoci své patronky bohyně Athény po 10 letech bloudění šťastně dorazí domů, ale svůj dům nachází v obležení nápadníků jeho ženy Pénelopy, která mu i přes dlouhé odloučení zůstala věrná. Odysseus se jí dá poznat při zvláštní zkoušce, kterou si královna vymyslí, aby odradila dotěrné muže. Pouze on jediný totiž dokáže napnout svůj starý luk. Spolu se svým synem Télemachem, jenž ho již dlouho hledal (na své cestě navštívil i krále Meneláa, manžela krásné Heleny), nápadníky pozabíjí a ujme se vlády.
Epos je rozdělen do 24 zpěvů, což odpovídá 24 písmenům řecké abecedy, jimiž se zpěvy v řečtině označují; děj není seřazen chronologicky, většinu svého putování popisuje Odysseus zpětně při různých vyprávěních svým hostitelům.

### 1.–4. zpěv
Sněm bohů na Olympu chce usnadnit návrat domů Odysseovi, kterého už sedmým rokem zadržuje nymfa Kalypsó na svém ostrově Ógygii. Posel bohů Hermés je poslán nymfu přimět, aby Odyssea propustila. Bohyně Pallas Athéna se mezitím snesla na Odysseův domovský ostrov Ithaku, kde je jeho žena Pénelopa tísněna nápadníky žádajícími, aby si jednoho z nich vzala. V podobě Odysseova přítele Mentóra podnítila Athéna Odysseova syna Télemacha, aby se vydal hledat svého ztraceného otce, nejprve do Pylu ke králi Nestorovi, potom do Sparty ke králi Meneláovi.

### 5.–8. zpěv
Na vlastnoručně zbudovaném voru opustil Odysseus Ógygii, ostrov nymfy Kalypsó. Jeho nepřítel, bůh moří Poseidón, vyvolal bouři a vor zničil. Odysseus se z posledních sil zachránil na ostrově Scherii, vlasti Fajáků, kde byl na pobřeží laskavě přijat královou dcerou Nausikaou.

### 9.–12. zpěv

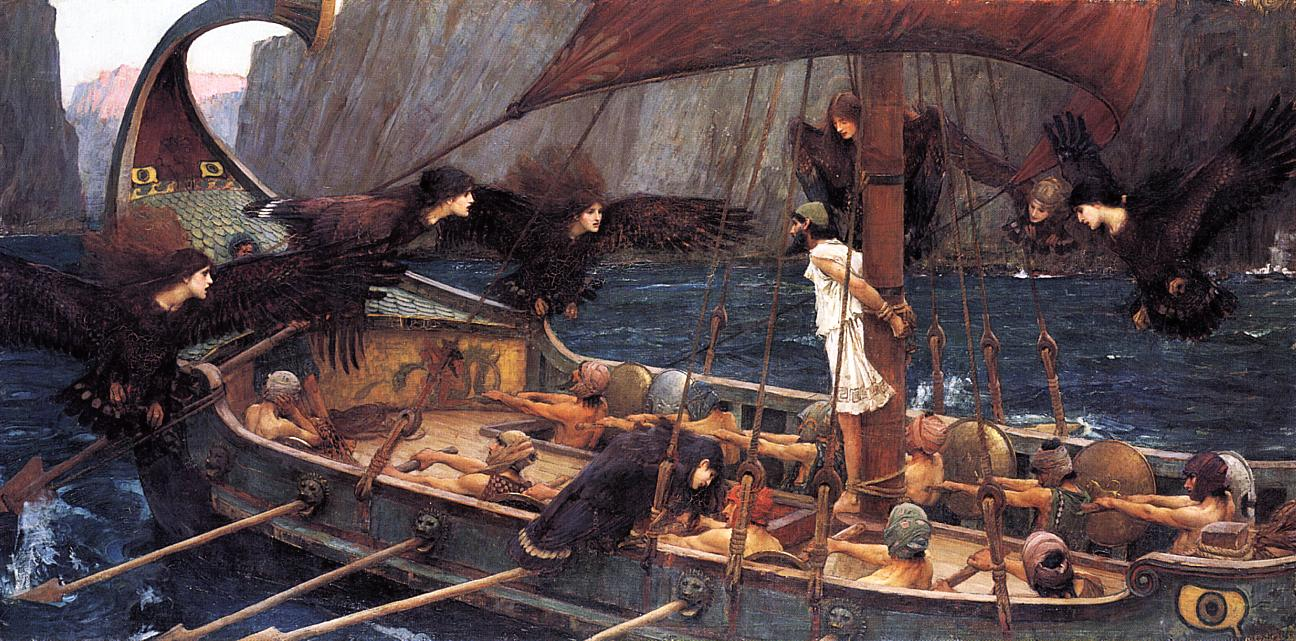
Odysseus naslouchá zpěvu Sirén

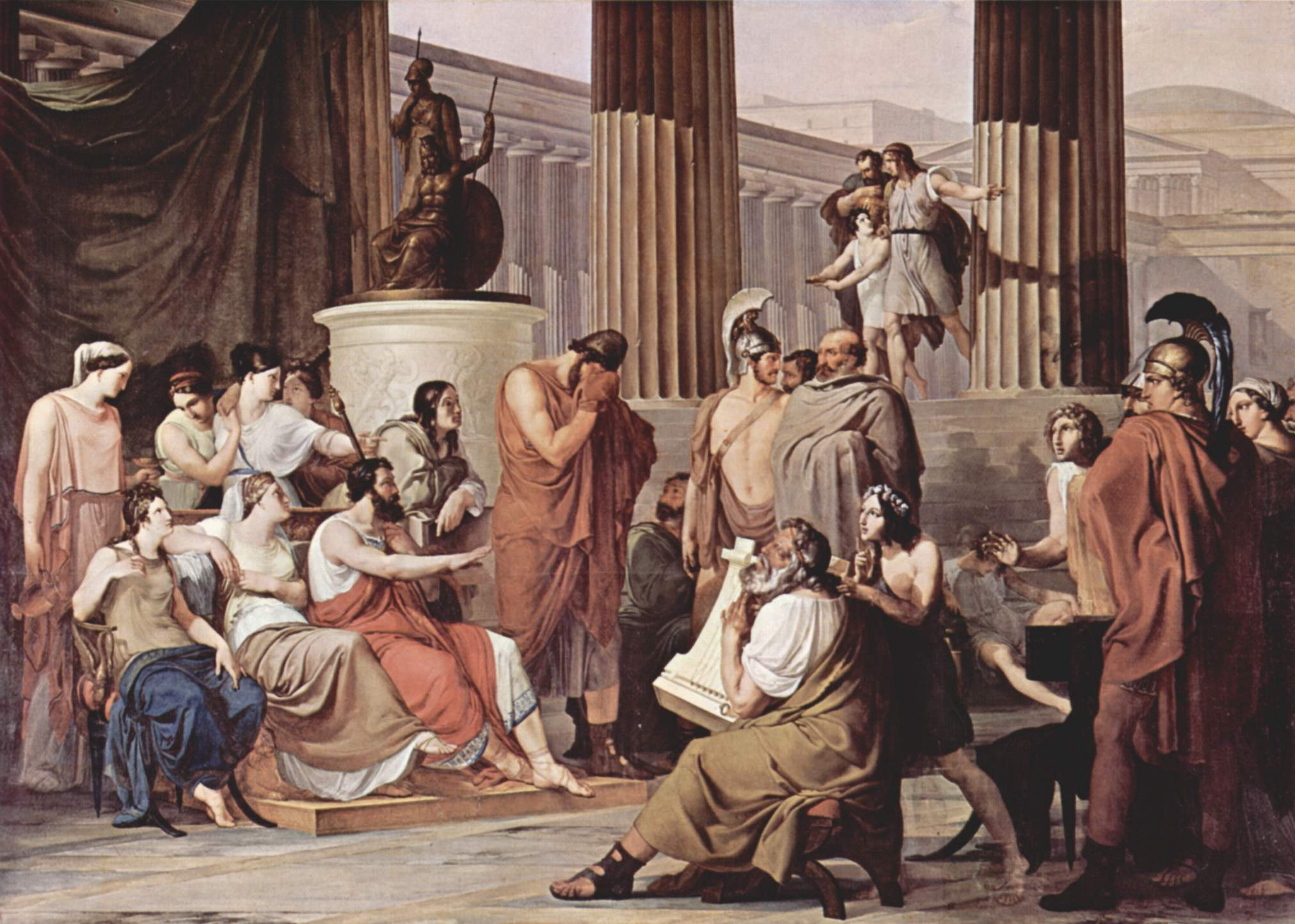
Odysseus u Fajáků

Ústřední část eposu. Odysseus je hostem na dvoře krále Fajáků Alkinoa a vypráví o svém bloudění po moři po odjezdu od Tróje:
Nejprve připlul k městu Ismaru v zemi Kikonů, které vypálil, Kikonové v odvetě zabili mnoho Odysseových druhů. Potom byly jejich lodě zahnány k Lótofágům, pojídačům lotosu – někteří Odysseovi druhové snědli lotos a chtěli navždy zůstat u Lótofágů, takže je Odysseus musel dovléct do lodi násilím. Pak připlul k zemi Kyklópů a jedním z nich byl s druhy uvězněn v jeskyni. Kyklóp Odysseovy druhy postupně požíral, ale se zbylými Odysseus Kyklópa oslepil a uprchl. Poté přistál u Aiola, který je vypravil na cestu domů a dal jim zavázaný měch naplněný větry; když však už byli na dohled Ithaky, Odysseovi druhové měch rozvázali a větry je zanesly zpět na moře.
Po další plavbě doplul Odysseus k Laistrygonům, lidožravým obrům, kteří zničili jedenáct Odysseových lodí a jejich posádky snědli, jen Odysseus se svou jednou lodí se zachránil. S touto poslední lodí dospěl Odysseus k ostrovu Aiaia, kde přebývala kouzelnice Kirké – ta proměnila několik Odysseových druhů ve vepře, Odysseus se však s pomocí boha Herma tomuto údělu vyhnul. Kirké se do něj zamilovala a rok zdržovala u sebe, než ho propustila a poslala do podsvětí zeptat se slepého věštce Teiresia na další cestu. V podsvětí Teiresiás Odysseovi předpověděl, že dopluje na ostrov Thrínakii, kde se budou pást Héliova stáda, chce-li se však vrátit na Ithaku, nesmí žádné zvíře ze stáda zabít. Potom se na Ithace musí utkat s Penelopinými nápadníky a nakonec si bude muset usmířit Poseidóna obětí. Kromě toho se Odysseus v podsvětí setkal i se svou matkou Antikleiou a s dalšími ženami, matkami a družkami slavných hrdinů, a nakonec i s dušemi hrdinů, kteří zemřeli po návratu z Tróje: s Agamemnónem, Achileem a Aiantem. Viděl také Mínóa, dříve krétského krále, soudce v podsvětí a různé duše trápené navždy za nějaký přečin, například Tantala a Sísyfa, promluvil také s Héraklem a pak z podsvětí utekl.
Poté se Odysseus vrátil zpět na ostrov Aiaiu, kde ho Kirké varovala před nástrahami další cesty – Sirénami, mořskými obludami Skyllou a Charybdou a stejně jako Teiresiás před zabíjením Héliova skotu na ostrově Thrinakii. Od Kirké připluli k ostrovu Sirén, Odysseus zacpal druhům uši voskem, sám se nechal přivázat ke stěžni a tak unikli jejich vábnému zpěvu. Propluli mezi Skyllou a Charybdou, které uchvátily několik námořníků, a poté Odysseova loď dospěla k ostrovu, kde se pásla stáda boha Hélia. Hladoví Odysseovi druhové několik kusů dobytka zabili a snědli, Zeus jim pak na odjezdu roztříštil loď, všichni námořníci zahynuli, jen Odysseus se zachránil a vítr ho na trámu z lodi zahnal podél Charybdy na ostrov nymfy Kalypsó, Ógygii.

### 13.–16. zpěv
Odysseus se s pomocí Fajáků vrátil na rodnou Ithaku, kde mu bohyně Athéna dala podobu starého žebráka. Odebral se pak na salaš k věrnému pastýři Eumaiovi, vydával se za cizince a budil v pastýři naději, že se Odysseus brzy vrátí. V Eumaiově chýši se také setkal s Telemachem, který se vrátil ze Sparty.

### 17.–20. zpěv
Odysseus se dal poznat Telemachovi a spolu se dohodli na porážce nápadníků. Po dvaceti letech se Odysseus v podobě žebráka vrátil do svého domu, kde jej poznal pouze jeho starý pes Argos a stará služka Eurykleia. Odysseus se pak připravoval na zápas se ženichy, od kterých zažil jen urážky, takže se ho jako hosta musela ujmout sama Penelopé, jeho manželka.

### 21.–22. zpěv

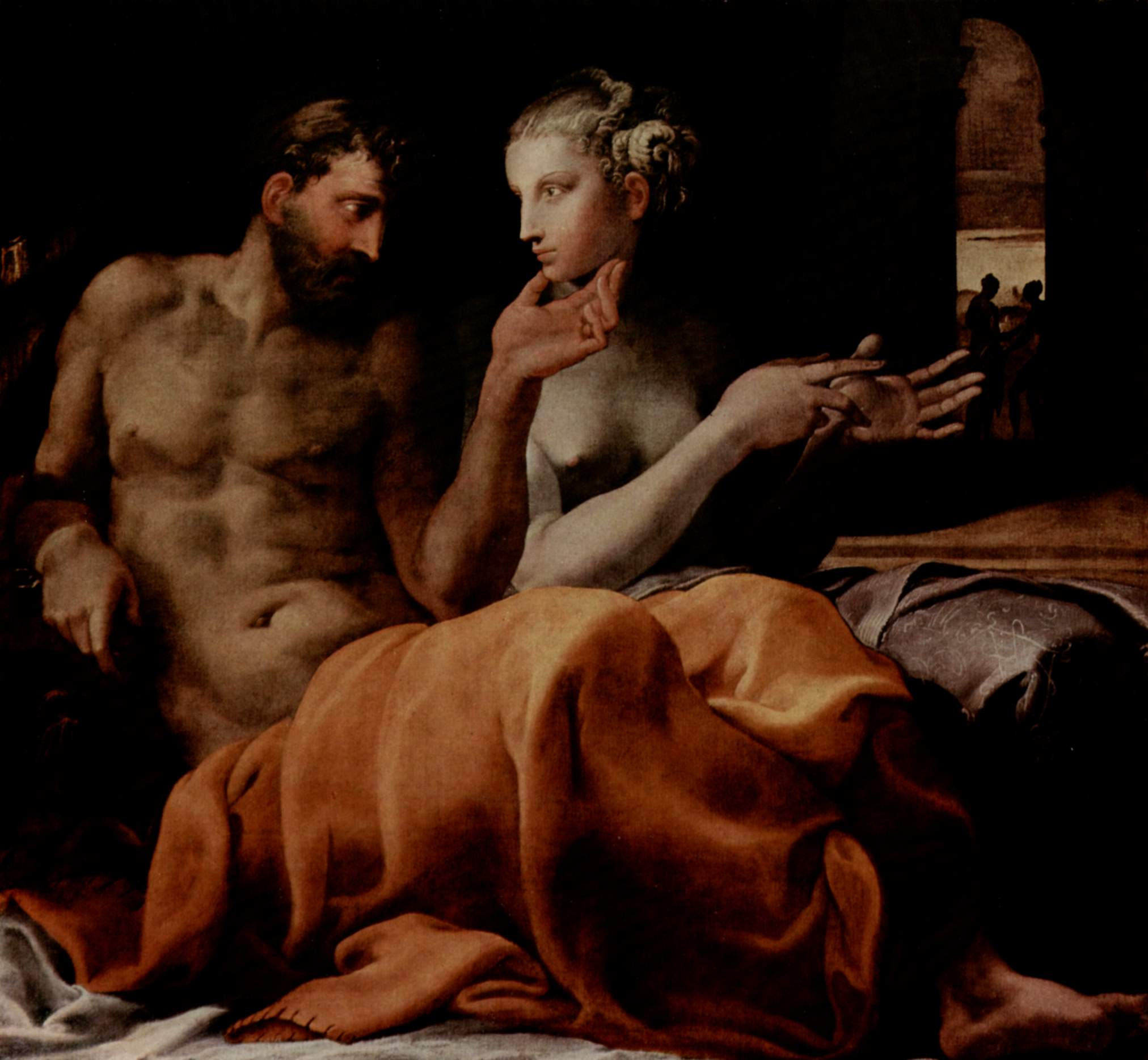
F. Primaticcio: Odysseus a Pénelopé, 1563

Penelopé přinesla Odysseův luk a prohlásila, že se vdá za toho, komu se podaří luk napnout a prostřelit jím ucha dvanácti seker postavených za sebou. Nikomu z nápadníků se to nepovedlo, Odysseus se však také přihlásil a ucha seker prostřelil. Poté se Odysseus dal poznat a s pomocí věrného Eumaia a Telemacha postřílel všechny nápadníky.

### 23.–24. zpěv
Odysseus se dal poznat i Penelopě, ta si však nebyla jistá, zda před ní opravdu stojí její ztracený manžel. Aby jej vyzkoušela, přikázala mu vynést z ložnice jejich společné lůžko, které neznal nikdo než oni dva, a ustlat jej. Odysseus se však podivil, neboť jejich lůžko, které kdysi sám udělal z kmene vrostlého do podlahy, nebylo možné z ložnice vynést. Penelopu tato zkouška přesvědčila a Odyssea přivítala jako svého muže. Závěrem Odysseus navštívil svého otce Láerta a na pokyn Athény se usmířil s příbuznými zabitých nápadníků.

## Dějiny textu
Otázka vzniku a původu homérských textů zaměstnává badatele od konce 18. století, kdy německý učenec F. A. Wolf poukázal na rozpory mezi Iliadou a Odysseou a Homérovo autorství zpochybnil. Jakkoli je forma a jazyk obou básní velmi blízká, různé reálie odkazují do velmi různých dob. Obecně se dnes soudí, že text prošel dlouhým vývojem a ústním podáním, než jej kdosi z dvou nebo více zdrojů sjednotil a brzy nato i zapsal. Konec 8. století př. n. l. je pravděpodobný i proto, že právě v té době se v Řecku začalo šířit abecední písmo. Oba texty se těšily neobyčejné úctě a tak už v 6. století př. n. l. dal athénský tyran Peisistratos pořídit jakýsi kánonický text (tzv. Peisistratovská redakce), který se užíval i ve školách. Homéra pak citují mnozí starověcí filosofové i básníci.
K pochybnostem o autorství je však třeba říct právě to, že již Platón oba eposy, Ilias i Odysseu, uvádí jako díla Homérova; přitom právě on Homéra citoval na mnoha místech svého díla. Tím spíše se zdá být nejistou myšlenka, že by nějaký člověk v době dnešní nebo nedávné mohl vědět o autorství více nežli samotní Řekové v 5. století př. n. l., zvláště pak tomu, kdo je do hloubky vzdělanosti tehdejších Řeků zasvěcen.
Důležitou etapu představuje snaha alexandrijských učenců, zejména Aristarcha ze Samothraké, porovnáním různých rukopisů ustavit spolehlivý text. Tehdy patrně vzniklo i rozdělení na 24 zpěvů i nejstarší latinský překlad Livia Andronika. Ani z jejich spisů se však mnoho nezachovalo a nejstarší zachované zlomky Homéra na papyru pocházejí až ze 2.–3. století. Nejstarší úplné pergamenové rukopisy pocházejí až ze 10.–11. století a jsou uloženy v Benátkách. Nicméně je pravděpodobné, že díky péči alexandrijců a dalších je jejich text blízký textu z 8. století př. n. l.

## Odyssea v evropské kultuře
Odysseia inspirovala už Sofoklova Aianta a Filoktéta, Vergiliovu Aeneis i Dantovo Peklo. Epickou báseň Ulysses napsal Alfred Tennyson (1833), slavnou parafrází je Odysseus J. Joyce (1922) a epos Odysseia napsal Nikos Kazantzakis (1938). Odysseia a její postavy byly tématem mnoha oper, divadelních her a ovšem výtvarných děl, zejména od 16. století. Vynikající literární rozbor Homérova slohu podal na jednom příběhu z Odysseie Erich Auerbach v první kapitole knihy Mimesis.

## Vydání a překlady
Už v 15. století vyšla dvakrát jako prvotisk a od počátku 17. století se překládala do moderních jazyků. Do francouzštiny ji přeložil S. Certon 1604, do angličtiny J. Chapman 1616 a Alexander Pope 1713. Další překlad vytvořil filosof Thomas Hobbes. Do němčiny přeložil Odysseu poprvé Johann Heinrich Voss 1781 a po něm mnozí další.
Do češtiny epos poprvé přeložil Antonín Liška (jako Homérowa Odyssea, 1844, 1848), po něm Hynek Jaroslav Mejsnar (jako Homérova Odysseja, 1873), Antonín Škoda (jako Homérova Odysseia, 2 sv. 1883–1885, I. díl 1902 a 1909, II. díl 1908), Vilém Steinmann (jako Homerova Odyssea, zpěv I.–XII. 1888, zpěv XIII.–XXIV., 1890, 1907) a Ferdinand Hoffmeister (krácený překlad jako Homerova Odysseia, 1912, 1925, jako Homerova Ilias a Odysseia ve výboru, I. díl 1931, 1. část II. dílu 1933 a 2. část II. dílu 1935). Český čtenář má také k dispozici metrický, byť poměrně archaický překlad Otmara Vaňorného (jako Homérova Odysseia, 1921, 1924, 1940, 1943, pak jako Odysseia 1967, 1996, 1999, 2007, 2017, překlad přepracovaný Ferdinandem Stiebitzem jako Odysseia, 1956), dále modernější překlad Rudolfa Mertlíka (jako Odysseia, 1984), který v zásadě vyšel z Vaňorného, a čtivý překlad Vladimíra Šrámka (1940, 1945/46, 1987, 2012, 2021), založený na současném jazyce a volném verši. Kromě toho vyšla celá řada převyprávění Odysseova příběhu pro děti (např. Příběhy Odysseovy v překladu Jana Šafránka, 1887, a Příběhy Odysseiovy v překladu Rudolfa Mertlíka, 1969).

### Dílo dostupné online
- HOMÉROS. Odysseia. Překlad Otmar Vaňorný. 16. vyd. Praha: Rezek, 2007. 451 s. Dostupné online.
- ELIÁŠOVÁ, Miloslava. Příhody Odysseovy. Praha: F. Šimáček, 1911. 126 s. Dostupné online.
- HOMÉR. Homerova Odysseia. Překlad Antonín Škoda. Svazek 1. díl. Praha: Č. ak. císaře Františka Josefa pro vědy, slovesnost a umění, 1902. 201 s. Dostupné online.